# Città di Acri 2020
L'Associazione Sportiva Dilettantistica Virtus Acri, o semplicemente Acri, è una società calcistica italiana con sede nella città di Acri. Milita in Promozione, sesto livello del campionato italiano di calcio.

## Storia

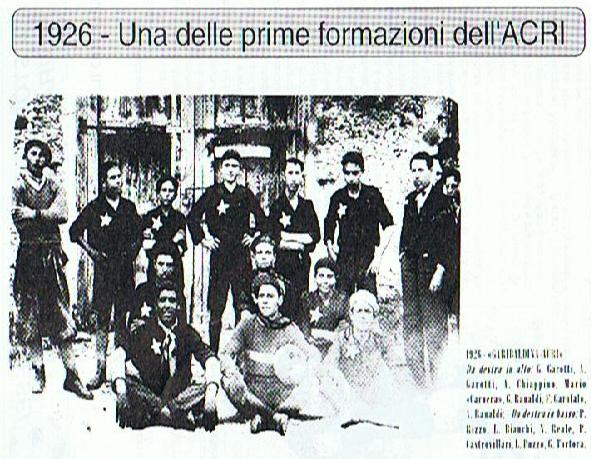
La Garibaldina Acri nel 1926.

Le prime tracce della pratica del gioco del calcio ad Acri risalgono al 1926, con la fondazione della Garibaldina, caratterizzata dalla presenza sulla maglia di una stella. In quegli anni, però, non esisteva una vera e propria società calcistica riconosciuta, il che significa che il calcio giocato era esclusivamente di carattere prettamente amatoriale. 
Nei primi anni cinquanta invece, dopo la costruzione del campo sportivo avvenuta nel dopoguerra, l'Acri cominciò a partecipare ai campionati regionali calabresi.Il 23 settembre 1949 è la data di fondazione. L'anno stesso di fondazione coincide con la conquista del primo titolo, il girone A di Prima Divisione dopo aver vinto lo spareggio per il primo posto contro la Silana per 2-1, sul neutro di Cosenza.
Dal 1974 al 1985 la S.S. Acri partecipò al massimo campionato regionale calabrese la Promozione. Tra i risultati da ricordare lo spareggio salvezza del 28 maggio 1978, sul campo neutro di Lamezia Terme, finito per 4-3 dopo tempi supplementari (2-2 tempi regolamentari) contro la Palmese.
Nel 1984-1985 riuscì ad ottenere la prima promozione nel Campionato Interregionale, categoria in cui rimase per 8 anni sfiorando la Serie C2 nel 1986-1987, quando giunse al secondo posto ad un punto dalla capolista Kroton. Di quella formazione, presieduta da Salvatore Zanfini ed allenati dal duo Campagna-Cirino, facevano parte calciatori del calibro di Dragutin Rustic, Mimmo Bacillieri, Salvatore Bonofiglio, Domenico Spadafora e Francesco Parisi.
Dopo la retrocessione avvenuta nel 1993, la S.S. Acri non si iscrisse più ad alcun campionato, e venne sostituita dalla S.S. Nuova Acri che negli anni successivi, dopo aver vinto i campionati di Promozione e di Eccellenza calabrese e una Supercoppa di Calabria (1999-2000), partecipò per altri due anni alla Serie D dal 2000 al 2002.
Lamezia Terme, 28 maggio 1978.

 Acri -  Palmese

4-3 D.T.S.

Marcatori: 11' Scarcello (A), 35' Marsella (P), 53' Spina (A), 80' Conversa (P), 14' (1.t.s.) Naso (P), 15' (1.t.s) Cappuccio (A), 7' (2.t.s.) Astorino (A)
Con il fallimento della S.S. Nuova Acri, il calcio rinacque nel 2004 quando venne rilevato il titolo sportivo della A.C. Rossano e nacque l'attuale F.C. Calcio Acri, che nel 2010-2011 ha vinto il campionato di Eccellenza calabrese, la sua seconda Supercoppa di Calabria, ed è approdato in Serie D, portando la cittadina calabrese in una categoria interregionale per l'undicesima volta. Nel campionato di Serie D 2011-2012, dopo aver concluso il girone di andata in testa alla classifica, la squadra subisce un crollo terminando la stagione regolare al tredicesimo posto e retrocedendo in Eccellenza dopo aver perso i play-out contro la Nissa. Nello stesso anno la RAI trasmette dal "Pasquale Castrovillari" la gara di campionato Acri-Marsala sul canale Rai Sport 1.
Nel 2014 l'FC Acri diviene una società cooperativa, e lo sarà fino al 2019.
Nella stagione 2014-2015 vince la Coppa Italia Dilettanti Calabria battendo la Cittanovese 1 a 0 nella finale giocata a Lamezia Terme il 4 gennaio 2015.Nella fase nazionale della competizione l'Acri supera gli ottavi di finale battendo i siciliani del Marsala, ai quarti di finale invece i rossoneri vengono eliminati dai pugliesi della Virtus Francavilla.
Dopo altre quattro stagioni anonime in Eccellenza, al termine del campionato 2018-2019 retrocede in Promozione a distanza di tredici anni, dopo aver perso il play-out contro il Soriano.
```
Nella stagione successiva, in Promozione, chiudono il campionato al quarto posto, non disputando però i play- off a seguito dell'emergenza covid-19. Nel mese di Luglio 2020, la società non si iscrive al campionato di Promozione, il calcio acrese riparte dall'Asd Città di Acri 2020, società che rileva il titolo del Belvedere. Il Città di Acri 2020 parteciperà al campionato di Eccellenza e nella stagione 2022/2023 retrocede in promozione finendo la stagione all'ultimo posto in classifica con soli 10 punti raccolti. Nella stagione successiva il titolo viene rilevato dall'Altomonte e il calcio ad Acri riparte dalla società di Massimo Scavello, l'Acri Academy militante nel campionato di Prima Categoria e che si occupa soprattutto di formazione giovanile. Dopo due campionati disputati in prima categoria con discreti risultati, e dove si sono messi in mostra tanti giovani locali provenienti dal settore giovanile, nella stagione 2025/2026 l'Acri disputerà il campionato di Promozione
```

```
Cronistoria
```

## Colori e simboli
La squadra gioca abitualmente con una divisa a strisce rosse e nere, che sono anche i colori ufficiali della società. La seconda divisa è invece a tinta unita bianca con dettagli in nero e rosso. L'Acri nella stagione 2014-2015 gioca occasionalmente anche con una divisa verde. Il simbolo del club, raffigurato nello stemma societario, è il lupo.

## Strutture

### Stadio
L'Acri gioca le sue partite casalinghe allo stadio Pasquale Castrovillari, impianto intitolato ad una storica figura del calcio acrese. È coperto da un manto di erba naturale. Lo stadio dispone di una capienza totale di 4 000 posti ed è suddiviso in tre settori: la tribuna centrale, con una capienza di circa 2 500 posti, riservata ai supporters della squadra acrese, la tribuna stampa, la tribuna ospiti, un tempo ospitante la tifoseria locale, avente una capienza di quasi 1200 posti, e la curva con 300 posti, che il più delle volte resta chiusa. A sud dello stadio è anche presente un campo per gli allenamenti in terra battuta.

## Palmarès

### Competizioni regionali
- Eccellenza: 2

1999-2000, 2010-2011
- Promozione: 1

1984-1985
- Prima Divisione: 1

1949-1950 (girone A)
- Coppa Italia Dilettanti Calabria: 1

2014-2015
- Supercoppa Calabria: 2

1999-2000, 2010-2011

### Altri piazzamenti
- Campionato Interregionale

Secondo posto: 1986-1987 (girone L)
Terzo posto: 1990-1991 (girone M)
- Promozione

Secondo posto: 1984-1985
Terzo posto: 1983-1984, 1996-1997 (girone A)

## Statistiche e record

### Partecipazione ai campionati
Campionati nazionali
| Livello | Categoria                       | Partecipazioni | Debutto   | Ultima stagione | Totale |
| ------- | ------------------------------- | -------------- | --------- | --------------- | ------ |
| 5º      | Campionato Interregionale       | 7              | 1985-1986 | 1991-1992       | 15     |
| 5º      | Campionato Nazionale Dilettanti | 1              | 1992-1993 | 1992-1993       | 15     |
| 5º      | Serie D                         | 3              | 2000-2001 | 2011-2012       | 15     |

Campionati regionali
| Livello | Categoria         | Partecipazioni | Debutto   | Ultima stagione | Totale |
| ------- | ----------------- | -------------- | --------- | --------------- | ------ |
| I       | Prima Divisione   | 1              | 1949-1950 | 1949-1950       | 35     |
| I       | Prima Categoria   | 4              | 1966-1967 | 1969-1970       | 35     |
| I       | Promozione        | 15             | 1955-1956 | 1984-1985       | 35     |
| I       | Eccellenza        | 11             | 1999-2000 | 2022-2023       | 35     |
| II      | Prima Divisione   | 2              | 1953-1954 | 1954-1955       | 19     |
| II      | Seconda Categoria | 7              | 1959-1960 | 1965-1966       | 19     |
| II      | Prima Categoria   | 4              | 1970-1971 | 1973-1974       | 19     |
| II      | Promozione        | 6              | 1996-1997 | 2019-2020       | 19     |

### Statistiche di squadra
Di seguito viene proposto il posizionamento finale della squadra nei vari campionati:
Legenda:
      Serie D.       Massimo Campionato Regionale. 

## Presidenti
Staff Members updated 12-4-2017.
2010/2012 Vincenzo Scaramuzzo
2012/2017 Angelo Ferraro
2017/2019 Santo Falcone
2018/2019 Leonardo Molinari
2019/2023 Carlo Stumpo
2023/2025 Alessandra Riga

## Tifoseria

### Storia
L'Acri gode del supporto di numerosi tifosi. Fra gli gruppi organizzati storici ricordiamo il "Club Commandos Acri", nato nel 1973 e l'"Erotic Club", fondato a fine anni ottanta. Altro gruppo importante da citare sono le Brigate Rossonere, attive dai primi anni ottanta. Ad oggi i gruppi ultras al seguito dei rossoneri sono la G.R.U.A. (Gioventù Ribelle Ultras Acri) fondata nel 1991, l'Alkool Group ed i Balordi. Da citare anche le sezioni della GRUA “Sparsi per l’Italia” e “Roma”. Dalla metà degli anni novanta la tifoseria ha intrapreso un percorso strutturato sul modello inglese

### Gemellaggi e rivalità
La tifoseria acrese intrattiene buoni rapporti con quella di Corigliano, Sambiase, Locri, Licata,Cosenza e Marsala. Le rivalità più accese sono invece col Castrovillari e Paolana.